# Maggie Tapert

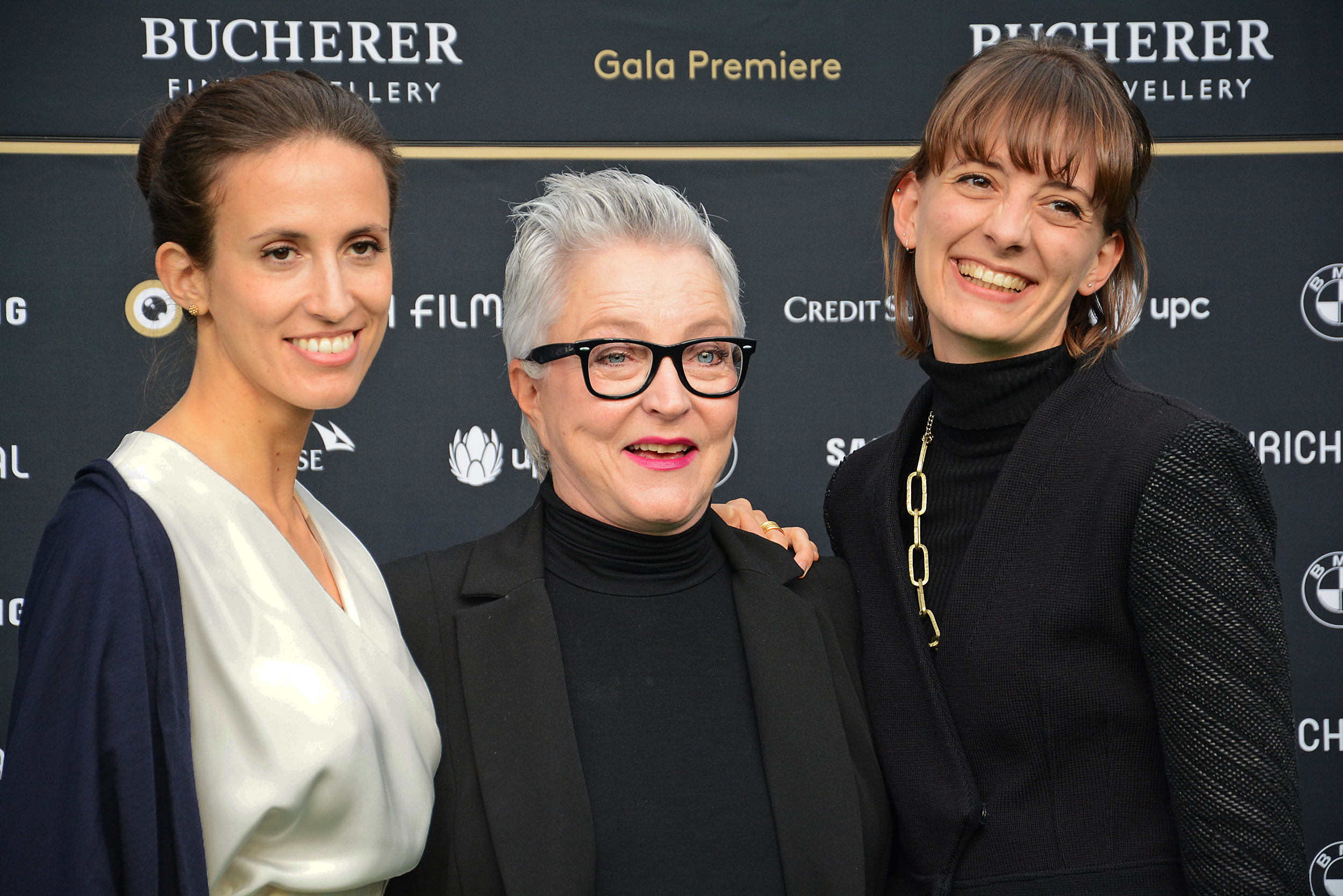
Maggie Tapert (Mitte) mit Annie Gisler (links) beim Zurich Film Festival 2018

Maggie Tapert (* 1947 in Detroit, USA) ist eine US-amerikanisch-schweizerische Expertin für weibliche Sexualität.

## Leben
Maggie Tapert veranstaltet Seminare und Workshops und ist international als Interviewpartnerin zum Thema weibliche Sexualität gefragt. Unter anderem war sie Gast in der Schweizer TV-Sendung «Club», bei Aeschbacher und in der deutschen ZDF-Talkshow Inka!.
Für Schlagzeilen sorgt Tapert mit ihren feministischen Aktionen: 2008 erregte sie öffentliches Aufsehen mit einem Männer-Casting. 2009 sammelte sie auf dem Zürcher Paradeplatz BHs für ihr sogenanntes Orgasmobil, das Frauen zur Entdeckung ihrer Sexualität anregen sollte.
Als Pornodarstellerin spielte Tapert im feministischen Pornofilm «Mommy is coming» von Cheryl Dunye mit, der 2012 bei den Internationalen Filmfestspielen in Berlin gezeigt wurde.
2012 veröffentlichte Tapert das autobiografische Buch Pleasure – Bekenntnisse einer sexuellen Frau beim Verlag Südwest, München.
Tapert ist eine der Protagonistinnen im Schweizer Dokumentarfilm «La petite mort» von Annie Gisler über den weiblichen Orgasmus, der 2018 am Zurich Film Festival Premiere hatte.
Die amerikanisch-schweizerische Doppelbürgerin lebt in Zürich.